# North American X-15

Схема літака.

X-15 — американський експериментальний літак, оснащений ракетними двигунами. Основне завдання Х-15 — вивчення умов польоту на гіперзвукових швидкостях і входу в атмосферу крилатих апаратів, оцінка нових конструкторських рішень, теплозахисних покриттів, психофізіологічних аспектів управління у верхніх шарах атмосфери.

## Історія
Загальна концепція проекту була затверджена в 1954 р. У конкурсі на створення ракетоплана взяли участь чотири промислові компанії Bell Aircraft, McDonnell Douglas, Republic Aviation Company, North American Aviation, остання в підсумку стала переможцем.
Висота польоту до 107 км, швидкість до М = 6,72
Стартував з повітряного авіаносця на базі стратегічного бомбардувальника «Б-52» (підвішувався під крилом), відчеплення від носія проводилася на висоті близько 15 км, приземлявся самостійно на авіабазі, розташованої на дні висохлого соляного озера.
Всього за програмою Х-15 було виконано 199 польотів.
Рекордним польотом, здійсненим за програмою Х-15, став політ пілота Joe Walker 22 серпня 1963.
Дані з цього польоту:
- Повна вага заправленого літака: 15195 кг
- Вага витраченого пального: 6577 кг
- Маса після посадки: 6260 кг
- Максимальна досягнута висота: 107,96 км
- Дальність польоту: 543,4 км
- Тривалість активного ділянки польоту: 85,8 сек
- Число Маха: 5,58
- Носій: бомбардувальник NB-52A

У польоті досягнутий неофіційний рекорд висоти, що протримався з 1963 до 2004 року. Максимальна швидкість — 7274 км/год. Максимальна висота — 107,96 км. Рекорд встановлений літаком X-15 # 3, номер 56-6672.
Профіль цього польоту виглядав приблизно так:
- Після відділення від літака-носія на 85 секунд був задіяний рідинний ракетний двигун X-15. До моменту вимкнення двигуна прискорення склало близько 4 G (39 м/с²).
- У апогеї траєкторії апарат вийшов за межі атмосфери, невагомість тривала близько 4 хвилин. Протягом цього часу пілот провів заплановані дослідження, зорієнтував (за допомогою струменевих газових рулів) апарат для входу в атмосферу.
- При поверненні в атмосферу зовнішня обшивка апарата місцями нагрівалася до 650 °C.
- Перевантаження на ділянці повернення в атмосферу досягли 5 G протягом 20 секунд. Загальний час польоту від моменту відділення від носія до приземлення складав 12 хвилин.

## Польоти на висоту понад 80 км

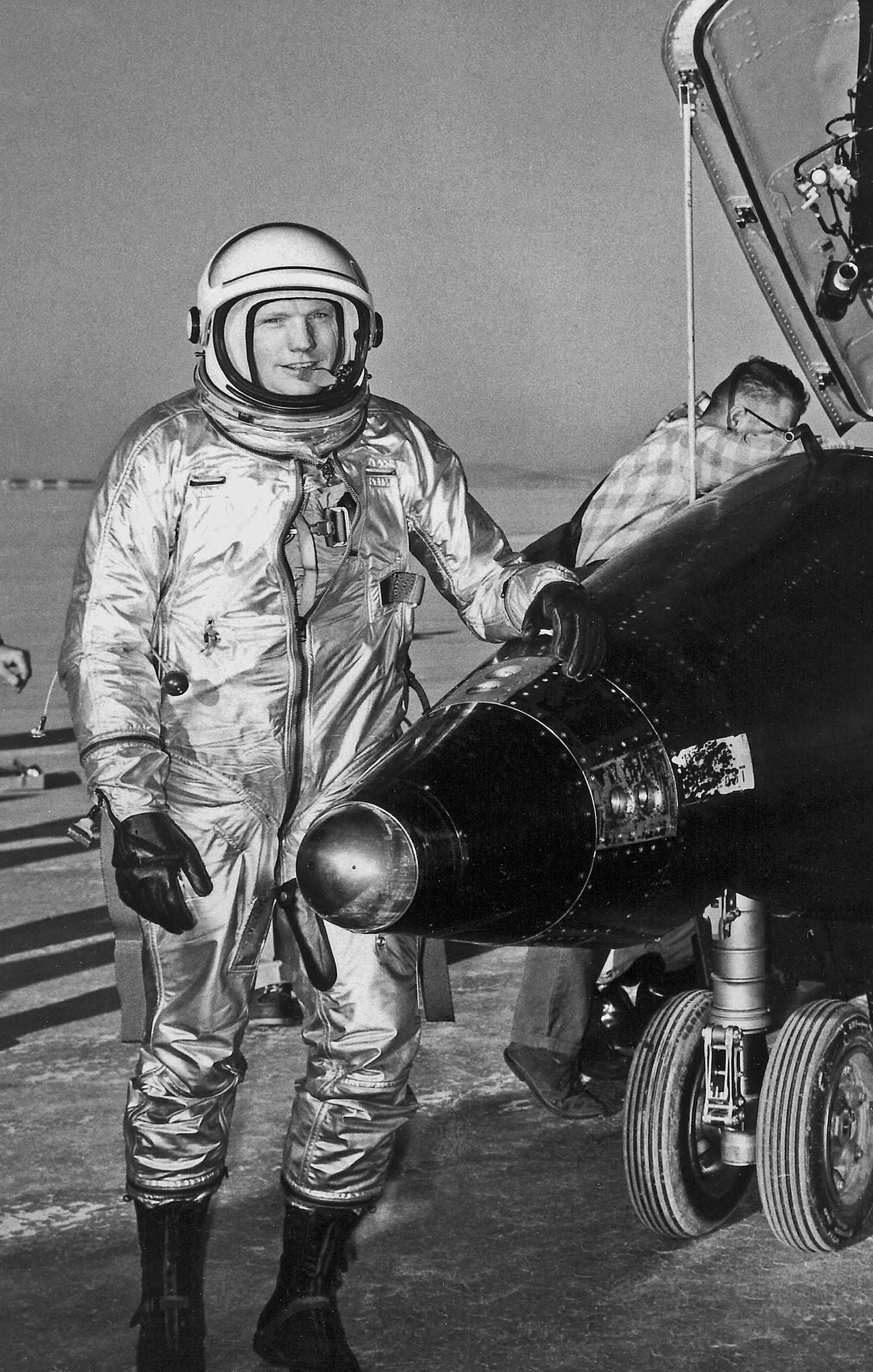
Ніл Армстронг — член X-15 номер 1

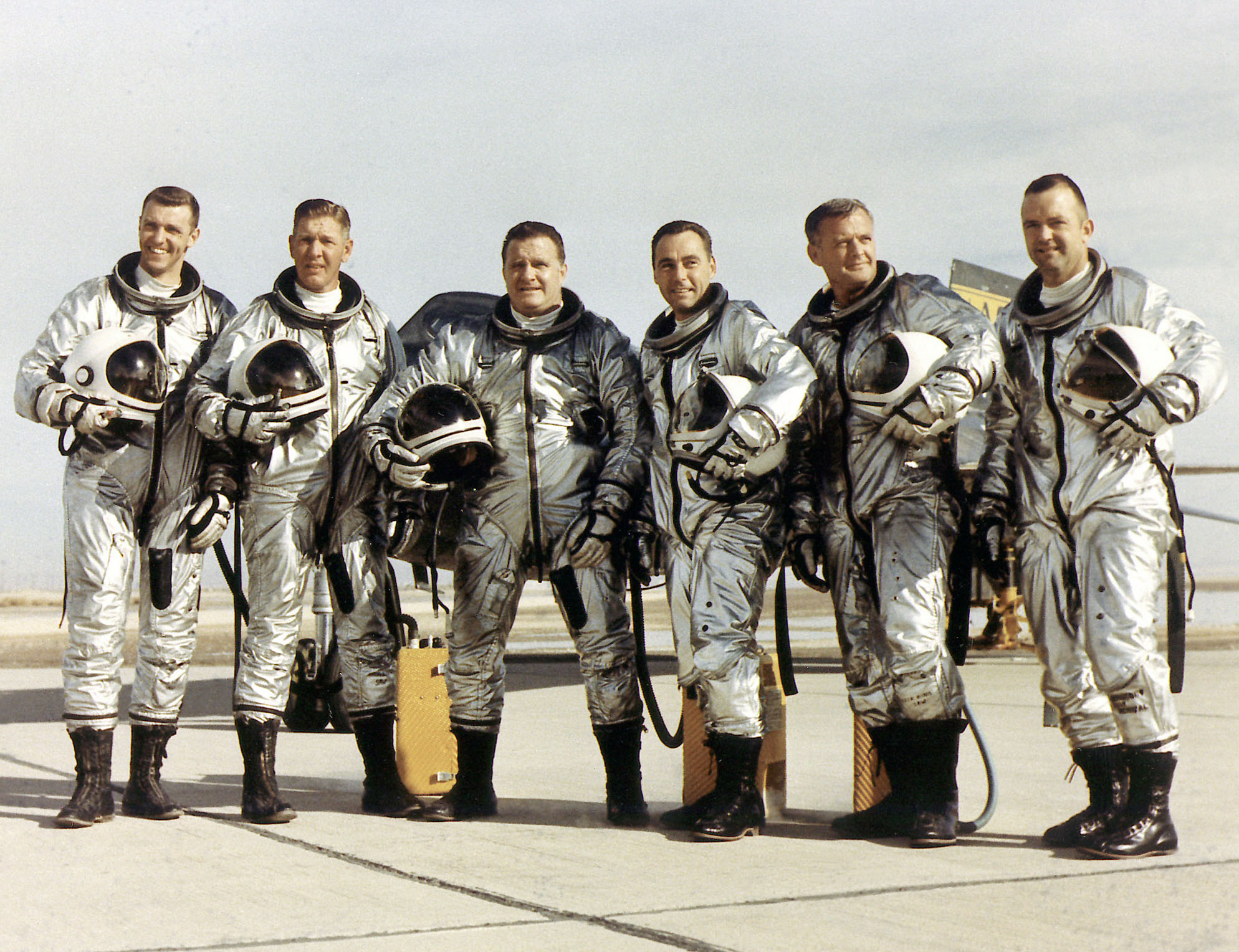
Члени X-15 льотний екіпаж, Зліва направо: Енгл, Рошуорт, Маккей, Найт, Томпсон, і Дейна.

У таблиці представлені польоти на літаку X-15 на висоту більше 50 миль (бл. 80,5 км).
| Дата польоту | Пілот                                | Номер польоту | Номер літака | Номер польоту літака | Максимальна швидкість (км/г) | Висота (м) |
| ------------ | ------------------------------------ | ------------- | ------------ | -------------------- | ---------------------------- | ---------- |
| 17.07 1962   | Роберт Уайт (Robert Michael White)   | 62            | 3            | 7                    | 6 167                        | 95 936     |
| 17.01 1963   | Джозеф Вокер (Joseph A. Walker)      | 77            | 3            | 14                   | 5 918                        | 82 814     |
| 27.06 1963   | Роберт Рошуорт (Robert A. Rushworth) | 87            | 3            | 20                   | 5 512                        | 86 868     |
| 19.07.1963   | Джозеф Вокер (Joseph A. Walker)      | 90            | 3            | 21                   | 5 971                        | 106 009    |
| 22.08.1963   | Джозеф Вокер (Joseph A. Walker)      | 91            | 3            | 22                   | 6 106                        | 107 960    |
| 29.06.1965   | Джо Енгл (Joseph H. Engle)           | 138           | 3            | 44                   | 5 523                        | 85 527     |
| 10.08.1965   | Джо Енгл (Joseph H. Engle)           | 145(143)      | 3            | 46                   | 5 713                        | 82 601     |
| 28.09.1965   | Джон Маккей (John B. McKay)          | 150           | 3            | 49                   | 6 006                        | 90 099     |
| 14.10.1965   | Джо Енгл (Joseph H. Engle)           | 153           | 1            | 61                   | 5 720                        | 81 229     |
| 01.11.1966   | Вільям Дейна (William H. Dana)       | 174           | 3            | 56                   | 6 035                        | 93 543     |
| 17.10.1967   | Вільям Найт (William J. Knight)      | 190           | 3            | 64                   | 6 206                        | 85 496     |
| 15.11.1967   | Майкл Адамс (Michael J. Adams)       | 191           | 3            | 65                   | 5 745                        | 81 077     |
| 21.08.1968   | Вільям Дейна (William H. Dana)       | 197           | 1            | 79                   | 5 541                        | 81 534     |